# Chế độ tối

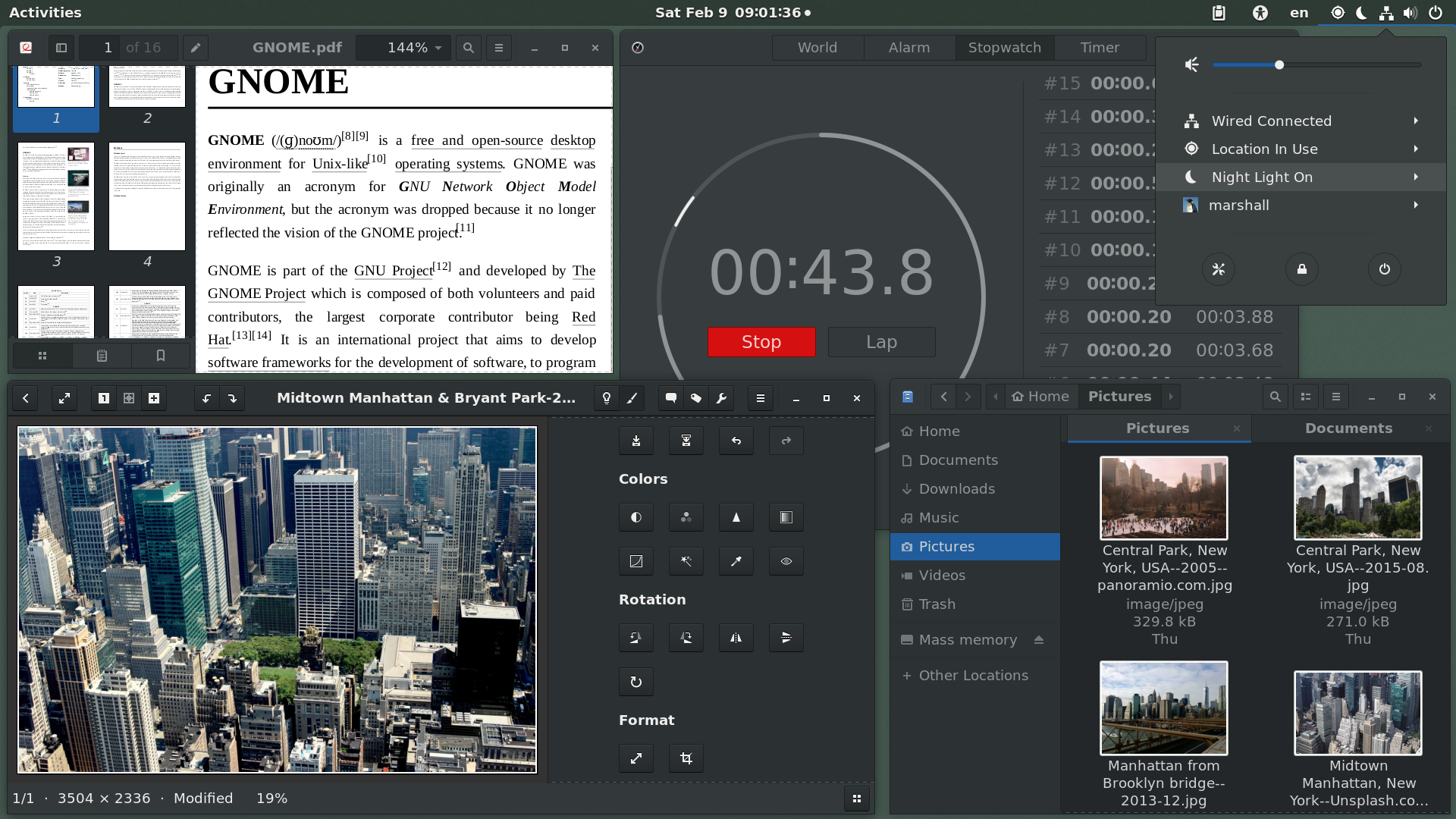
Ảnh chụp màn hình của một môi trường máy tính để bàn trong chế độ tối

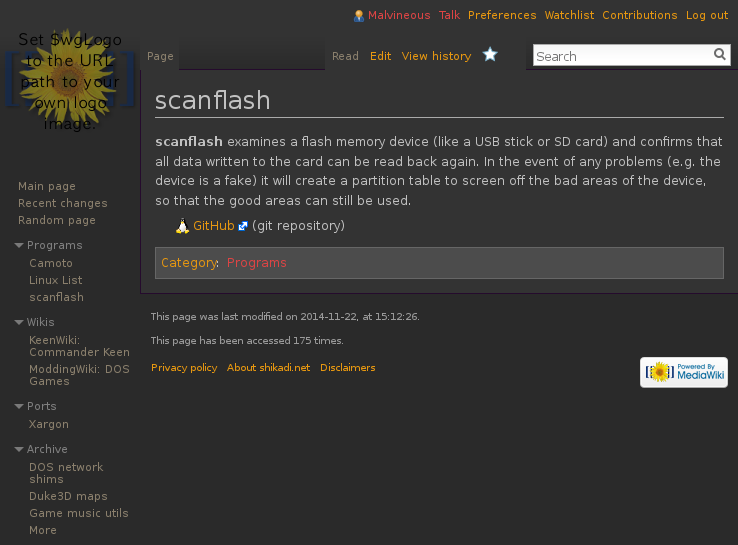
Ảnh chụp màn hình của một bài viết MediaWiki trong chế độ tối dựa trên Skin: Vector-Dark CSS.

Phối màu sáng tối, còn được gọi là chế độ tối, chủ đề tối hoặc chế độ ban đêm, là bảng màu sử dụng văn bản, biểu tượng và các yếu tố giao diện đồ họa màu sáng trên nền tối và thường được thảo luận về người dùng máy tính thiết kế giao diện và thiết kế web.
Ban đầu, giao diện người dùng máy tính được hình thành trên CRT. Phosphor thường có màu rất tối và sáng lên khi tia điện tử chiếu vào nó, có vẻ là màu xanh lá cây hoặc màu hổ phách trên màu đen, tùy thuộc vào phosphor được áp dụng trên màn hình đơn sắc. Màn hình RGB tiếp tục dọc theo một đường vân tương tự, sử dụng tất cả các chùm được đặt thành "bật" để tạo thành màu trắng.
Với sự ra đời của teletext, nghiên cứu đã được thực hiện trong đó các màu sắc ánh sáng sơ cấp và thứ cấp và kết hợp hoạt động tốt nhất cho phương tiện mới này. Cyan hoặc vàng trên đen thường được tìm thấy là tối ưu từ bảng màu đen, đỏ, xanh lá cây, vàng, xanh dương, đỏ tươi, lục lam và trắng.
Phối màu đối lập, phối màu tối trên ánh sáng, ban đầu được giới thiệu trong bộ xử lý văn bản WYSIWYG, để mô phỏng mực trên giấy và trở thành chuẩn mực.
Trong khi cuộc tranh luận về việc đọc văn bản trên nền tối dễ dàng hơn hay lành mạnh hơn đã bị tranh cãi bởi các nhà nghiên cứu về tầm nhìn và nhận thức, đã có tranh chấp tương tự giữa người dùng.
Một bài báo năm 2018 của tạp chí Popular Science cho thấy "Chế độ tối làm cho mắt dễ chịu và tiết kiệm pin hơn" và hiển thị màu trắng ở độ sáng đầy đủ sử dụng năng lượng gấp khoảng sáu lần so với màu đen thuần khiết trên Google Pixel, có màn hình OLED.

## Lịch sử
Chế độ nền tối đã được thêm vào Windows Phone 7 với mức tiêu thụ năng lượng thấp vì các pixel đen hoàn toàn không phát ra ánh sáng trên màn hình OLED.
Vào tháng 6 năm 2019, Apple đã thông báo rằng chế độ sáng tối sẽ có sẵn trên tất cả các ứng dụng gốc trong iOS 13 và iPadOS. Các nhà phát triển bên thứ ba cũng có thể thêm các chủ đề đen tối của riêng họ.
Vào tháng 8 năm 2019, Google đã công bố một chế độ tối chính thức sẽ đến với Android với việc phát hành Android 10.

## Ưu - Nhược điểm
• Ưu điểm chế độ nền tối:
Lợi ích trong sử dụng thực tiễn
Nghiên cứu của Giáo sư Silas Brown đã chỉ ra rằng chế độ nền tối không chỉ mang lại lợi ích đối với sức khỏe con người, mà còn tác động tích cực đến cả hệ thống linh kiện và độ bền của thiết bị.
Theo kết quả nghiên cứu, khi hiển thị nội dung tối màu, màn hình có khả năng sử dụng ít năng lượng hơn. Thêm vào đó, nội dung tối màu cũng sẽ giúp màn hình hoạt động tốt hơn ở mức thiết lập độ sáng yếu, qua đó góp phần tối ưu hóa hiệu quả sử dụng pin tổng thể của thiết bị.
Chế độ nền tối giúp tối ưu hóa hiệu quả sử dụng năng lượng của màn hình, kéo dài tuổi thọ pin
Một trường hợp khác hiếm gặp nhưng cũng rất hiệu quả, đó là khi màn hình thiết bị của bạn bị các điểm lỗi pixel (pixel chết), chúng sẽ khó bị nhìn thấy bằng mắt thường hơn khi màn hình hiển thị màu tối so với màu sáng, đặc biệt là màu trắng. Trong trường hợp này, chuyển sang sử dụng chế độ nền tối chính là giải pháp "chữa cháy" hiệu quả nếu bạn chưa muốn đi sửa màn hình.
Mặc dù chế độ nền tối không phải là lựa chọn phù hợp nếu bạn muốn đọc nội dung trong thời gian dài, nhưng vẫn có một số lợi ích nhất định. Một số loại màu sở hữu khả năng hiển thị nổi bật hơn trên nền đen so với trên nền trắng, điều này đặc biệt hữu ích khi bạn đang cố gắng tìm kiếm những thông tin nổi bật trên một màn hình dày đặc toàn chữ.
Một số loại màu sắc có khả năng hiển thị nổi bật hơn trên nền tối
Ngoài ra, chế độ nền tối cũng sẽ giúp giữ mát thiết bị của bạn. Màn hình sáng làm thiết bị nóng lên nhanh hơn, trong khi chế độ tối sẽ giúp giảm độ sáng xuống mức tối ưu, vừa mát máy lại cho cảm giác dễ chịu hơn.
• Nhược điểm của chế độ nền tối:
Mọi phát minh, ứng dụng trong thế giới công nghệ đều mang đến cả mặt tích cực lẫn tiêu cực. Trong khi những phát minh mang đến nhiều ưu điểm sẽ được đón nhận và ứng dụng rộng rãi, thì những sáng kiến ẩn chứa nhiều tác hại hơn sẽ bị đào thải, và chế độ nền tối nằm ở trường hợp đầu.
Giáo sư Silas Brown nhấn mạnh rằng chế độ nền tối sẽ đặc biệt kém hiệu quả khi được sử dụng song song với màn hình không có đèn nền - nhưng vì loại màn hình "cổ lỗ sĩ" này hiện không còn được sử dụng phổ biến, nên đây là một yếu tố không mấy quan trọng.
Chế độ tối cho khả năng hiển thị không tốt trong môi trường ánh sáng mạnh
Đối với các tình huống lượng ánh sáng bên ngoài quá dồi dào, chẳng hạn như khi bạn sử dụng thiết bị ngoài trời nắng, việc đọc văn bản ở chế độ nền tối sẽ trở nên khó khăn hơn rất nhiều, từ đó có thể tác động tiêu cực đến mắt.
Bên cạnh đó, đọc phông chữ nhỏ trên nền tối cũng là một thách thức lớn hơn so với nền sáng, do đó với những người thường xuyên phải đọc văn bản dài, chế độ nền tối sẽ không phải là lựa chọn hợp lý.
Từ những yếu tố nêu trên, có thể thấy rõ rằng cả chế độ nền tối và nền sáng truyền thống đều chứa đựng những ưu, nhược điểm riêng. Tùy từng trường hợp mà việc lựa chọn sử dụng chế độ này sẽ hợp lý hơn chế độ kia. Suy cho cùng, lợi ích lớn nhất của các nhà phát triển phần mềm trong việc cung cấp cho người dùng tùy chọn chế độ nền tối không gì khác ngoài mang đến thêm những lựa chọn hữu ích dựa trên nhu cầu thực tiễn, từ đó nâng cao trải nghiệm người dùng đối với sản phẩm.
Chế độ nền tối và nền sáng đều sở hữu những ưu/nhược điểm riêng, tùy theo từng trường hợp cụ thể.